# Norðskáli
Norðskáli este un oraș din Insulele Faroe.